# Suplee (Oregon)
Suplee az Amerikai Egyesült Államok északnyugati részén, Oregon állam Crook megyéjében (korábban Grant megyében) elhelyezkedő önkormányzat nélküli település.
A franciák által alapított helység névadója Charles Dorling édesanyja. A posta megszakításokkal 1894 és 1943 között működött. 1972-re mindössze néhány farm maradt fenn.
A településnek egykor saját iskolája volt. A temető szerepel a történelmi helyek állami nyilvántartásában. Itt fedezték fel Oregon legrégebbi üledékes kőzeteit.

## Fordítás
- Ez a szócikk részben vagy egészben  a   Suplee, Oregon című angol Wikipédia-szócikk ezen változatának fordításán alapul.  Az eredeti cikk szerkesztőit annak laptörténete sorolja fel. Ez a jelzés csupán a megfogalmazás eredetét és a szerzői jogokat jelzi, nem szolgál a cikkben szereplő információk forrásmegjelöléseként.